# باسكال بوليني
باسكال بوليني (بالفرنسية: Pascal Bollini)‏ هو لاعب كرة قدم فرنسي في مركز الدفاع، ولد في 15 فبراير 1966 في Jarny ‏ في فرنسا. لعب مع ستاد ريمس ونادي سيدان ونادي نيور.

## وصلات خارجية
- باسكال بوليني على موقع قاعدة بيانات كرة القدم.إي يو (الإنجليزية)